# Fernand Marquet
Fernand Marquet, né le 23 juin 1894 à Ethe et mort le 5 janvier 1978 à Berchem, est un avocat et professeur de droit à l'Université coloniale de Belgique (INUTOM). Il a rédigé le code de navigation maritime et fluviale du Congo belge et il est l'auteur de nombreuses publications sur le droit maritime et les assurances maritimes. De 1963 à 1968, il défend devant la Cour européenne des droits de l'homme, le droit des parents à choisir librement la langue dans laquelle leurs enfants étudient.

## Biographie
Fils de François Marquet, notaire et bourgmestre de Bouillon, il fait ses études secondaires au Collège Saint-Michel à Bruxelles. Il commence ses études de droit à l'UCL. Volontaire de guerre en 1914, il est interné aux Pays-Bas où il termine ses études de droit en captivité. En 1920 il épouse Maria Froidbise. Ils auront quatre enfants : Francine, Jacques, Paul et Jean.
Il s'inscrit au barreau d'Anvers en 1921, et se spécialise en droit maritime. En 1939 il est nommé directeur général de l'Association d'Assurances mutuelles maritimes contre les Risques de Guerre (AMARIG). En 1949 il publie un traité sur les assurances maritimes contre les risques de guerre. Publié avec le soutien de la Fondation Universitaire de Belgique, ce traité fut accueilli dès sa publication comme un ouvrage de référence dans son domaine ,,
En 1949, il est nommé professeur de droit à l'Université coloniale de Belgique (INUTOM). En 1957 le gouvernement belge le nomme président de la Commission d'étude la législation maritime du Congo Belge, et le charge de rediger un code de navigation maritime et fluviale  pour le Congo belge. Il y travailla de 1957 à 1960. Publié, ce code ne fut jamais appliqué du fait de l'indépendance du Congo en 1960. 
Ayant accédé à l'éméritat, il se chargea de représenter 269 familles de Gand, Anvers et Vilvorde, pour attaquer la loi du 30 juillet 1963 concernant le régime linguistique dans l'enseignement devant la Cour européenne des droits de l'homme. Il y défend, de 1963 à 1968 le droit des parents à choisir librement le régime linguistique des études de leurs enfants. La requête est déclarée recevable le 26 juillet 1963 et la Commission européenne des droits de l'homme la porte devant la Cour le 25 juin 1865. Bien que la Cour ait rejeté les conclusions du gouvernement belge le 9 février 1967, elle a rendu un avis mitigé le 23 juillet 1968 quant au fond. Fernand Marquet publie un commentaire critique sur cet arrêt en 1973. Il meurt en 1978.

## Distinctions
- Commandeur de l'Ordre de la Couronne
- Officier Ordre de Léopold
- Croix de guerre 14-18

## Autres sources
- État présent de la noblesse belge (2009), p. 417.